# Комар, Пантелей Ильич
Пантелей Ильич Комар (укр. Пантелей Ілліч Комар; 28 апреля 1921 года, Глушковцы — сентябрь 1975 года, Кицмань, Черновицкая область) — украинский коммунистический деятель, первый секретарь Кицманского райкома Компартии Украины, Черновицкая область, Украинская ССР. Герой Социалистического Труда (1972). Кандидат в члены ЦК КПУ (1966—1975).

## Биография
Родился 28 апреля 1921 года. В 1939 году начал свою трудовую деятельность. Работал несколько месяцев учителем, потом в этом же году был призван в Красную Армию на срочную службу. Участвовал в Великой Отечественной войне, во время которой получил тяжёлое ранение. В 1945 году вступил в ВКП(б).
После демобилизации работал в партийных органах Каменец-Подольской и Черновицкой областей.
С 1958 по сентябрь 1975 года — 1-й секретарь Кицманского районного комитета КПУ Черновицкой области. Занимался организацией сельскохозяйственного производства в Кицманском районе. В 1972 году был удостоен звания Героя Социалистического Труда «за большие успехи, достигнутые в увеличении производства и продажи государству зерна, сахарной свеклы, других продуктов земледелия, и проявленную трудовую доблесть на уборке урожая».
Избирался делегатом XXIII съезда КПСС, XIII и XIV съездов КПУ.
Скончался в сентябре 1975 года. Похоронен на русском кладбище города Черновцы.

## Награды
- Герой Социалистического Труда — указом Президиума Верховного Совета СССР от 15 декабря 1972 года
- Орден Ленина — дважды